# Municipio de Martin (condado de Pope)
El municipio de Martin (en inglés: Martin Township) es un municipio ubicado en el condado de Pope en el estado estadounidense de Arkansas. En el año 2010 tenía una población de 1589 habitantes y una densidad poblacional de 9,76 personas por km².

## Geografía
El municipio de Martin se encuentra ubicado en las coordenadas 35°28′45″N 93°11′8″O / 35.47917, -93.18556. Según la Oficina del Censo de los Estados Unidos, el municipio tiene una superficie total de 162.76 km², de la cual 161,97 km² corresponden a tierra firme y (0,48 %) 0,78 km² es agua.

## Demografía
Según el censo de 2010, había 1589 personas residiendo en el municipio de Martin. La densidad de población era de 9,76 hab./km². De los 1589 habitantes, el municipio de Martin estaba compuesto por el 94,4 % blancos, el 0,06 % eran afroamericanos, el 2,33 % eran amerindios, el 0,19 % eran asiáticos, el 0,76 % eran de otras razas y el 2,27 % eran de una mezcla de razas. Del total de la población el 1,38 % eran hispanos o latinos de cualquier raza.